# Australische witte ibis
De Australische witte ibis (Threskiornis molucca) is een steltloper uit de familie van de ibissen en lepelaars (Threskiornithidae). De soort is als aparte soort afgesplitst van de heilige ibis.

## Herkenning
De Australische witte ibis is 68,5 tot 76 cm lang. Hij heeft een zwarte kop en nek en een lange naar beneden krommende snavel. De lichaamsveren zijn wit met enkele zwarte veren bij de staart. De strohalsibis, die vaak in hetzelfde gebied voorkomt, heeft glanzend zwarte vleugels en een zwarte rug.

## Verspreiding en leefgebied
Deze ibis komt als broedvogel voor in het oosten en zuidwesten van Australië en op Ceram (Zuid-Molukken, Indonesië). Verder als dwaalgast op Nieuw-Guinea en in Nieuw-Zeeland.
Het leefgebied is drasland, weilanden en getijdemoerassen maar ook op plekken waar je deze waadvogels niet zou verwachten zoals licht bebost gebied, agrarisch gebied, recreatiegebieden, vuilstortplaatsen en stadsparken met gazons.
De soort telt twee ondersoorten:
- Threskiornis molucca molucca: van de Kleine Soenda-eilanden en de Molukken tot zuidelijk Nieuw-Guinea en Australië.
- Threskiornis molucca pygmaeus: de Salomonseilanden.

## Status
In de traditionele broedgebieden langs de rivieren in het binnenland gaat het minder goed met de Australische witte ibis. De vogel heeft zijn verspreidingsgebied verlegd naar verstedelijkte gebieden. Daar vormt de vogel plaatselijk problemen omdat ze gaan broeden in stadsparken en recreatiegebieden en foerageren in de stad en in dierentuinen. Het zijn uitgesproken alleseters die te vinden zijn op vuilstortplaatsen en op gazons in parken. In de steden zijn klachten over geluidshinder bij broedkolonies, stank en vervuiling van zitbanken, paden en standbeelden in parken. Verder vormen ze een gevaar voor de luchtvaart. Bovendien kunnen ze optreden als ziekteverspreiders door het overdragen van Salmonellabacteriën.

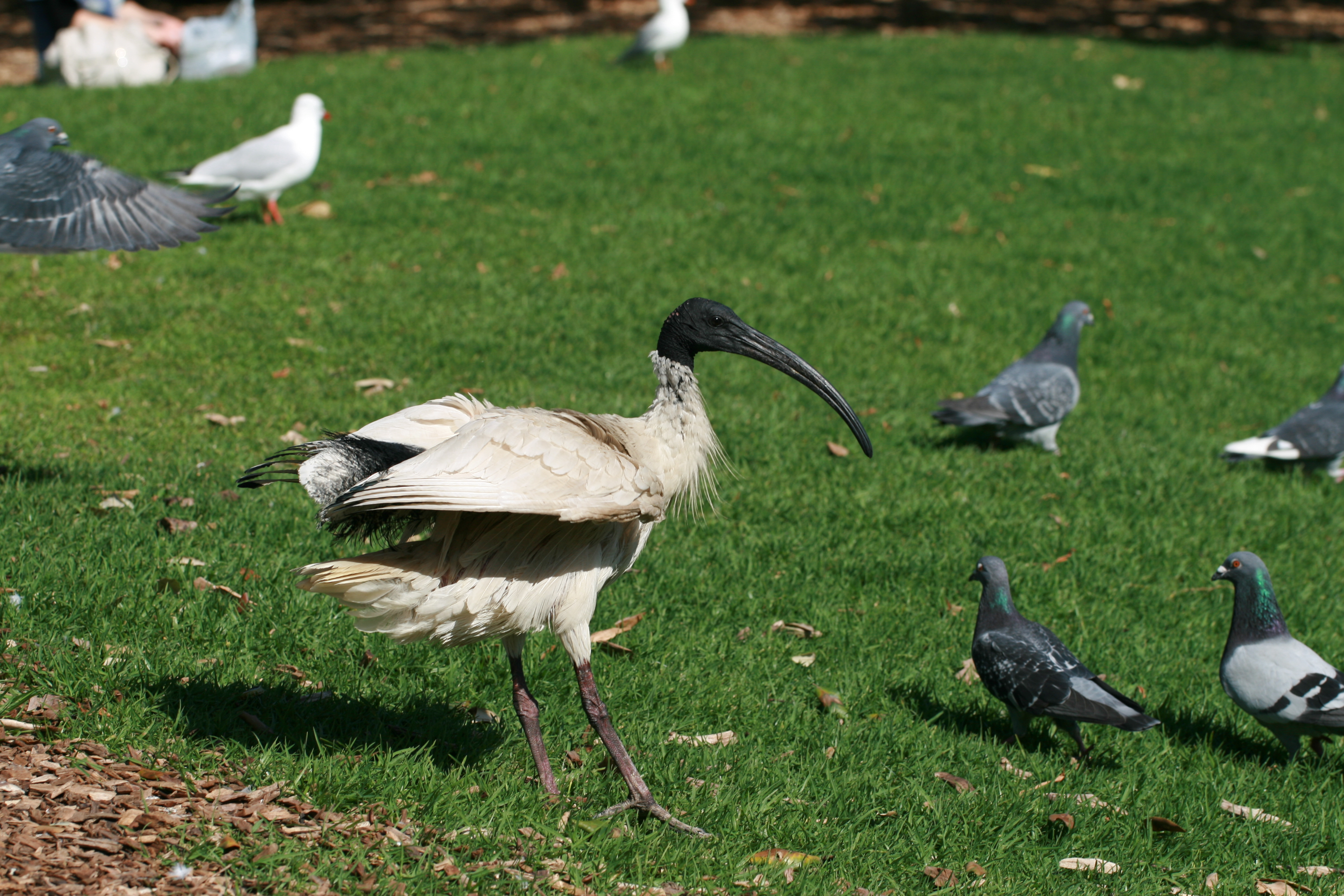
Australische witte ibis in het Victoriapark in Sydney in gezelschap van stadsduiven en meeuwen

De Australische witte ibis staat op de lijst van Marine Species van de Environment Protection and Biodiversity Act en is een beschermde diersoort. De Australische regering propageert daarom dier- en milieuvriendelijke maatregelen om de hinder van deze ibissen tegen de gaan.
De Australische witte ibis heeft een enorm groot verspreidingsgebied en daardoor alleen al is de kans op de status kwetsbaar (voor uitsterven) uiterst gering. De grootte van de populatie is niet gekwantificeerd en blijft stabiel. Om deze redenen staat deze ibis als niet bedreigd op de Rode Lijst van de IUCN.